# Cláudia Cadima
Cláudia San-Payo Cadima (Lisboa, 3 de janeiro de 1962) é uma atriz e dobradora portuguesa.
Nascida em Lisboa, Portugal. Filha de Irene Belger Alves de San Payo e Joaquim Filipe Landerset Cadima, neta do fotógrafo San Payo, viúva do ator português António Feio, pai dos seus filhos Sara e Filipe.
Participou em "Morangos com Açúcar - Série II e Férias de Verão II", no papel de "Carmo", para a TVI. 
Participou em Cenas do Casamento, uma sitcom da SIC, adaptada de um formato espanhol, estreada em Novembro de 2008. Faz regularmente dobragens e direção de dobragens para cinema e televisão. Participou numa campanha da Animais de Rua. Em 2013 participou num videoclipe "BARBA - Pernas de Alicate".

## Televisão
- Vila Faia RTP 1982 'Solange Marinhais'
- Origens RTP 1983/1984 'Filomena'
- Palavras Cruzadas RTP 1986/1987 'Fátima'
- Sétimo Direito RTP 1988 'Isabel'
- Passerelle RTP 1988/1989 'Elsa'
- Nem o Pai Morre nem a Gente Almoça RTP 1990 'Maria Eugénia'
- Marina, Marina RTP 1992 'actriz convidada'
- Na Paz dos Anjos RTP 1994 'enfermeira'
- Barba e Cabelo SIC 1995 'actriz convidada'
- Riscos RTP 1997 'mãe de Inês'
- Médico de Família SIC 1998 'irmã de Júlio'
- Crianças S.O.S TVI 2000 'Manuela'
- Super Pai TVI 2001 'Becas'
- O Olhar da Serpente SIC 2002/2003 'Guilhermina Vasconcelos'
- Morangos com Açúcar TVI 2004/2005 'Carmo'
- Tu e Eu TVI 2007 'juíza'
- Deixa-me Amar TVI 2007 'Teresa'
- Cenas do Casamento SIC 2009 'Marina'
- Bem-Vindos a Beirais RTP 2013 'astróloga Luz Dawa'
- Os Nossos Dias RTP 2015 'Natércia'
- Rainha das Flores SIC 2016 'Diretora'

## Dobragens

### Direção de Dobragens
- Angry Birds 2 - O Filme
- A Vida Secreta dos Nossos Bichos 2
- Homem-Aranha: No Universo Aranha
- Hotel Transylvania 3
- Capitão Cuecas: O Filme
- The Boss Baby
- Smurfs: A Aldeia Perdida
- Lego Batman: O Filme
- Cantar!
- Trolls
- Cegonhas
- A Vida Secreta dos Nossos Bichos
- A Idade do Gelo: O Big Bang
- À Procura de Dory
- Angry Birds - O Filme
- Conquista a Lua!
- O Panda do Kung Fu 3
- Snoopy e Charlie Brown - Peanuts: O Filme
- Hotel Transylvania 2
- Home: A Minha Casa
- Paddington
- Os Pinguins de Madagáscar
- Os Monstros das Caixas
- Como Treinares o Teu Dragão 2
- Matraquilhos
- A Casa da Magia
- O Filme Lego
- Chovem Almôndegas 2
- Os Smurfs 2
- Os Croods
- Hotel Transylvania
- Madagáscar 3
- Os Piratas!
- O Gato das Botas
- Arthur Christmas
- Os Smurfs
- O Panda do Kung Fu 2
- Gnomeu e Julieta
- Rango
- Megamind
- Como Treinares o Teu Dragão
- Chovem Almôndegas
- Monstros vs. Abóboras Mutantes do Espaço
- O Panda do Kung Fu
- Conheça o Crazy World
- Madagáscar 2
- A História de Uma Abelha
- Dia de Surf
- Sorria e vá! e o Braseiro de dois Queimadores
- Boog e Elliot Vão à Caça
- O Skatenini e as Dunas Douradas
- Garfield 2
- Lâmpadas do tempo e a ilha misteriosa
- Wallace e Gromit: A Maldição do Coelhomem
- Valiant: Os Bravos do Pombal
- Madagáscar
- Robôs
- Garfield - O Filme
- O Paraíso da Barafunda
- Kenai e Koda
- Sinbad - A Lenda dos Sete Mares
- À Procura de Nemo
- E.T. - O Extraterrestre
- O Planeta do Tesouro
- Branca de Neve e os Sete Anões
- A Bela e o Monstro
- Tarzan (série)
- Tweenies
- Hércules (série)
- A Carrinha Mágica
- Power Rangers (série)

### Dobragens
- Shrek - Fiona
- Shrek 2 - Fiona
- Shrek o Terceiro - Fiona
- Shrek para Sempre - FIona
- A Idade do Gelo 2: Descongelados - Ellie
- A Idade do Gelo 3: O Despertar dos Dinossauros - Ellie
- A Idade do Gelo 4: Deriva Continental - Ellie
- A Idade do Gelo: O Big Bang - Ellie
- Scooby-Doo e o Fantasma da Bruxa - Dusk
- Os Simpsons: o Filme - Marge Simpson
- Astérix e os Vikings - Vikéa
- O Skatenini e as Dunas Douradas - Idri
- Os Piratas! - Rainha Victória
- Megamind - Vozes adicionais
- Sorria e vá! e o Braseiro de dois Queimadores - Nanna
- Os Animotosi na terra de Nondove - Neny
- O Rapaz do Pijama às Riscas - Vovó Nathalie
- Conheça o Crazy World - Savania
- Lâmpadas do tempo e a ilha misteriosa - Palli
- The Smurfs - Odile
- Chovem Almôndegas - Computador
- O Rei Leão  - Nala
- O Rei Leão 3 - Hakuna Matata -  Nala
- O Planeta do Tesouro - Bird Brain Mary
- Peter Pan em a Terra do Nunca - Wendy
- Angry Birds: O Filme - Matilda
- Hotel Transylvania - Wanda
- Hotel Transylvania 2 - Wanda
- Roboôs - Lydia Lataria
- E Não Viveram Felizes Para Sempre - Frieda
- Madagáscar - Nana
- Valiant - Os Bravos do Pombal - Pomba Atrevida
- Wallace & Gromit: Um Caso do Cacete - Piella Bakewell
- Wallace & Gromit: A Tosquiadela - Wendolene
- A Máscara 2 - Tonya
- Sinbad, a Lenda dos Sete Mares - Marina
- Branca de Neve e os Sete Anões - Rainha Má
- Espelho Meu, Espelho Meu - Rainha Má
- E.T, o Extraterrestre - E.T
- Harry Potter e o Cálice de Fogo - Lilly Potter
- A Casa da Magia - Enfermeira Bacelar; Mulher na Passadeira
- Monstros vs. Aliens - Computador
- Bia, a Pequena Feiticeira - Bia
- Heidi - Heidi
- Rua Sésamo - Clementina; Rosinha; Glória
- Power Rangers - Trini; Aisha
- Power Rangers Zeo - Tanya
- Power Rangers Turbo - Tanya; Cassie
- A Carrinha Mágica - Kika
- Action Man - Natalie
- Paddington - Tia Lucy
- Paddington 2 - Tia Lucy
- Nutri Ventures
- Puchi, o Esquilo - Gui
- Little Big Planet 3

## Filmografia
- O Fascínio (2003)